# Maruša Mišmaš Zrimšek
Maruša Mišmaš Zrimšek, slovenska atletinja, * 24. oktober 1994, Grosuplje.
Mišmaševa je specialistka za srednje proge in je nosilka državnega rekorda v teku na 2000 in 3000 metrov z ovirami. Nastopila je na Svetovnem dvoranskem prvenstvu v atletiki 2014 v disciplini tek na 1500 metrov ter na Svetovnem prvenstvu 2015 na 3000 metrov z zaprekami.

## Dosežki
| Predstavnica države Slovenija | Predstavnica države Slovenija             | Predstavnica države Slovenija | Predstavnica države Slovenija | Predstavnica države Slovenija | Predstavnica države Slovenija |
| ----------------------------- | ----------------------------------------- | ----------------------------- | ----------------------------- | ----------------------------- | ----------------------------- |
| 2010                          | Poletnih mladinskih olimpijskih igrah     | Singapur                      | 5. mesto                      | 400 m z ovirami               | 1:00.69                       |
| 2011                          | Svetovno mladinsko prvenstvo              | Lille, Francija               | 21. mesto (sf)                | 400 m z ovirami               | 1:02.45                       |
| 2012                          | Svetovno mladinsko prvenstvo              | Barcelona, Španija            | 19. mesto (h)                 | 800 m                         | 2:07.23                       |
| 2012                          | Svetovno mladinsko prvenstvo              | Barcelona, Španija            | 9. mesto                      | 1500 m                        | 4:14.96                       |
| 2013                          | Evropsko dvoransko prvenstvo              | Gothenburg, Švedska           | 9. mesto (h)                  | 1500 m                        | 4:27.45                       |
| 2013                          | Evropsko mladinsko prvenstvo              | Rieti, Italija                | 2. mesto                      | 3000 m z zaprekami            | 9:51.15                       |
| 2014                          | Svetovno dvoransko prvenstvo              | Sopot, Poljska                | 18. mesto (h)                 | 1500 m                        | 4:18.92                       |
| 2014                          | Evropsko prvenstvo                        | Zürich, Švica                 | 10. mesto                     | 3000 m z zaprekami            | 9:54.75                       |
| 2015                          | Evropsko dvoransko prvenstvo              | Praga, Češka                  | 8. mesto                      | 3000 m                        | 8:59.51                       |
| 2015                          | Evropsko prvenstvo do 23 let 2015         | Talin, Estonija               | 5. mesto                      | 3000 m z zaprekami            | 9:52.03                       |
| 2015                          | Svetovno prvenstvo                        | Peking, Kitajska              | 21. mesto (h)                 | 3000 m z zaprekami            | 9:37.73                       |
| 2021                          | Atletski miting v dvorani                 | Karlsruhe, Nemčija            | 5. mesto                      | 3000 m                        | 8:48,82                       |
| 2021                          | Evropsko ekipno prvenstvo v atletiki 2021 | Stara Zagora, Bolgarija       | 1. mesto                      | 5000 m                        | 15:30,61                      |